# Décès en juin 1929
Décès
- 1925
- 1926
- 1927
- 1928
- 1929
- 1930
- 1931
- 1932
- 1933

Pour une information complémentaire, voir la page d'aide.

| Date    | Nom             | Pays                   | Activités                            | Âge | Source |
| ------- | --------------- | ---------------------- | ------------------------------------ | --- | ------ |
| 15 juin | Virginia Brooks | Drapeau des États-Unis | Suffragette et écrivaine américaine. | 43  |        |